# 蒂耶河畔维耶
蒂耶河畔维耶（法語：Villey-sur-Tille，法語發音：[vijɛ syʁ tij]）是法国科多尔省的一个市镇，属于第戎区。

## 地理
蒂耶河畔维耶（47°33'48"N, 5°7'0"E）面积12.78 平方千米，位于法国勃艮第-弗朗什-孔泰大區科多尔省，该省份为法国中东部省份，北起奥布省，西接涅夫勒省和约讷省，南至索恩-卢瓦尔省，东南接汝拉省，东临上索恩省，东北部与上马恩省接壤。
与蒂耶河畔维耶接壤的市镇（或旧市镇、城区）包括：瑟隆热、蒂耶河畔克雷塞、蒂耶河畔伊斯、蒂耶河畔马雷。

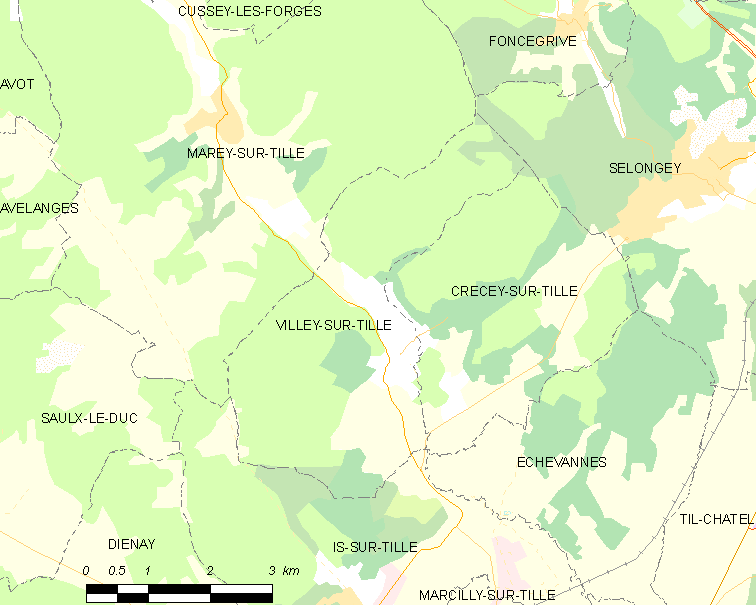
蒂耶河畔维耶的OSM定位图

蒂耶河畔维耶的时区为UTC+01:00、UTC+02:00（夏令时）。

## 行政
蒂耶河畔维耶的邮政编码为21120，INSEE市镇编码为21702。

## 政治
蒂耶河畔维耶所属的省级选区为蒂耶河畔伊斯县。

## 人口

1962-2008年间蒂耶河畔维耶人口变化图示

蒂耶河畔维耶于2022年1月1日时的人口数量为261人。